# Liste des rongeurs les plus gros
Cet article présente une liste des plus gros rongeurs.
| Rang | Nom commun           | Nom scientifique          | Statut         | Masse maximum (kg) | Image | Notes |
| ---- | -------------------- | ------------------------- | -------------- | ------------------ | ----- | ----- |
| 1    | Pacarana géant       | Josephoartigasia monesi   | Fossil         | 500 kg             |       | [ 1 ] |
| 2    |                      | Phoberomys pattersoni     | Fossile        | 250-700 kg         |       | [ 2 ] |
| 3    | Capybara             | Hydrochoerus hydrochaeris | Espèce vivante | 91 kg              |       | [ 3 ] |
| 4    | Castor du Canada     | Castor canadensis         | Espèce vivante | 50 kg              |       |       |
| 5    | Petit capybara       | Hydrochoerus isthmius     | Espèce vivante | 45,4 kg            |       |       |
| 6    | Castor d'Europe      | Castor fiber              | Espèce vivante | 40 kg              |       |       |
| 7    | Porc-épic du Cap     | Hystrix africaeaustralis  | Espèce vivante | 30 kg              |       |       |
| 8    | Porc-épic à crête    | Hystrix cristata          | Espèce vivante | 27 kg              |       |       |
| 9    | Porc-épic d'Amérique | Erethizon dorsatum        | Espèce vivante | 18 kg              |       |       |
| 10   | porc-épic indien     | Hystrix indica            | Espèce vivante | 18 kg              |       |       |
| 11   | Ragondin             | Myocastor coypus          | Espèce vivante | 17 kg              |       |       |
| 12   | Dolichotis patagonum | Dolichotis patagonum      | Espèce vivante | 16 kg              |       |       |
| 13   | Dinomys branickii    | Dinomys branickii         | Espèce vivante | 15 kg              |       |       |
| 14   | Paca                 | Cuniculus paca            | Espèce vivante | 6-14 kg            |       |       |